# Monfaucon (Dordonha)
Monfaucon é uma comuna francesa na região administrativa da Nova Aquitânia, no departamento Dordonha. Estende-se por uma área de 25,89 km². Em 2010 a comuna tinha 296 habitantes (densidade: 11,4 hab./km²).